# Trò chơi năm 1981
Trang này liệt kê các board game,  card game, wargame, miniatures game, và trò chơi nhập vai tabletop xuất bản năm 1981.  Đối với trò chơi điện tử, xem Trò chơi điện tử năm 1981.

## Trò chơi được phát hành hoặc phát minh năm 1981
- A House Divided
- Aftermath! (trò chơi nhập vai)
- Attack of the Mutants!
- Axis & Allies (Nova Games version)
- Baboon Ball
- The Barbarians
- Bushido (trò chơi nhập vai)
- Call of Cthulhu (trò chơi nhập vai)
- Champions (trò chơi nhập vai)
- Conquistador (phiên bản thứ 2)
- Cry Havoc
- Dimension Demons
- Down with the King
- A Fistful of Turkeys
- The Fury of the Norsemen
- Hitler's War
- The Lords of Underearth
- Midgard (trò chơi nhập vai)
- Storm Over Arnhem
- Stormbringer (trò chơi nhập vai)
- Upwords
- Voyage of the B.S.M. Pandora

## Giải thưởng trò chơi được trao năm 1981
- Spiel des Jahres: Focus

## Sự kiện lớn liên quan đến trò chơi năm 1981
- Amarillo Design Bureau được thành lập.